# Леене на куршум
Леенето на куршум, още леене на олово, е езически ритуал против уплаха и болести. Изпълнява се като разтопеното олово или калай се гаси във вода и се гадае по получените форми. Ритуалът може да се намери като традиция в различни култури, включително Австрия, Босна и Херцеговина, България, Германия, Швейцария, Чехия, Турция и Финландия. Установено е, че някои версии имат потенциално вредно въздействие върху човешкото здраве.
Популярното си название носи от честата употреба на куршуми като източник на олово. Може да се използва и оловен припой с ниска точка на топене, за който е достатъчен пламъка на свещ, или др. оловни сплави.
Леенето на куршум е магически ритуал, тайнство. Употребата на този ритуал цели магия – използване на свръхестествени сили. Практикува се независимо от религиозните убеждения.
Ритуалът е сходен с гадаенето с восък, като разликата е, че металът създава далеч по-детайлни и богати фигури.

## Заблуди

### Плацебо ефект
Леенето на куршум се практикува от знахари, врачки и вещици срещу уплах, обща слабост, безсъние, тревожност, нощно изпускане. но няма научни доказателства, че има реални лечебни свойства. Науката обяснява лечебния ефект при някои с плацебо ефекта – силата на вярата в предписаната терапия. Самовнушението на пострадалия, че има кой да го „пази“ и да прогони злото надалеч, може да му подейства терапевтично на психиката. Дадените категорични срокове – след 5 дни, след 10 дни, също създават усещането за предопределеност и сигурност за стресирания човек. Редица изследвания сочат, че като плацебо ефектът при някои тестове стига до 40% и дори 90%, според убедеността на болния в изхода от „лечението“.
„Подклаждането“ на вярата в чудодейната сила на ритуала се крепи на редица обстоятелства: Обстановката, при която се провежда ритуалът – само двамата със знахаря пред жарава, приятната топлина, пукането на огъня, отблясъците, димът при гасенето на разтопения метал, отпускат и предразполагат, като в същото време създават усещане за нещо тайнствено. Формирането на паричка създава илюзията за монета и асоциацията с нейната ценност. Ангажирането на съзнанието с ритуала, заради изискването оловото да се носи определен брой дни, да се спи върху него и т.н. Носенето се асоциира с амулета.
Не на последно място е и фактът, че човекът трябва да разкаже за страха си на лечителя – споделянето, изказването на проблема изхвърля напрежението и отрицателната емоция и успокоява страдащия както при сеанс с психотерапевт.

### Парейдолия
Причината човекът, в ролята на гадател, и неговия клиент да виждат в безразборната конфигурация на оловни парчета отделни фигури, може да се обясни с психичното явление парейдолия. Популярна илюстрация на тази заблуда е тестът на Роршах.

## Изпълнение на ритуала
При леенето на куршум парче олово се разтопява на огън, след което се пуска в студена вода, където се пръсва на малки парченца. Прави се по три пъти на три места – над главата, гърдите и коленете на страдащия от уплах. Коренът на страха е там, където оловото изпука най-силно и се разпръсне на най-много парченца.
Накрая оловото се оформя като предмет, животно или човек в зависимост от това, какво е уплашило болния. Фигурката се увива в хартия и пациентът трябва да я държи 10 дни под възглавницата си или да я носи 5 дни постоянно със себе си. След това се изхвърля в река, за да може течението на водата да отнесе страха надалеч.
Лечителят изрича заклинания (по народному бае) – повтаря непрекъснато и напевно думи като „Иди си зло, иди си зло“ или „Излез страх, излез страх“. Водата, в която е „гасено“ оловото, също се използва – веднага след ритуала се дава на болния да отпие от нея, а след това с магичната вода се мажат „слабите“ места – челото, гърдите, коленете, като се повтаря многократно там, където се „корени“ злото.
Някои лечители препоръчват ритуалът да се прави три поредни дни, като се лее куршум по веднъж над главата, сърцето и коленете на болния, но по-често се извършва наведнъж девет пъти.

## Галерия
- Комплектът за гадаене включва набор от оформени оловни блокове, които се топят в лъжица върху пламъка на свещ
- Парчета олово с различни форми
- Парче разтопено олово след потапяне в студена вода